# Bandera de Labrador
La bandera de Labrador, està formada per tres franges horitzontals de colors blanc, verd i blau cel en proporcions 2:1:2 amb la silueta d'una branca d'avet negre afegida al quarter. La bandera, encara que no és oficial, s'utilitza per representar el Labrador, la regió continental i illes adjacents de la província canadenca de Terranova i Labrador.

## Disseny i simbolisme
La bandera es compon de tres faixes blanca, verda i blau cel de proporcions 2:1:2. A la franja superior i situada al costat del pal hi ha la representació estilitzada d'una branca d'avet negre, l'arbre més comú al Labrador i escollit com a símbol oficial de la província canadenca. La branca té dos creixements anuals, el primer creixement més curt que el segon, i tots dos tenen tres branques (inclosa la branca central), cadascuna d'aproximadament la mateixa longitud.
El color blanc simbolitza la neu, el color verd la natura i les terres de cultiu, mentre el blau simbolitza l'aigua present a la regió en forma de rius, llacs i mar. Mentre que la branca d'avet i el fet que tingui dos creixements simbolitzen el passat i el futur.

### Colors
La bandera utilitza un total de 3 colors primaris, que són:
| Model de color | Blanc    | Verd        | Blau        |
| -------------- | -------- | ----------- | ----------- |
| Pantone        | Blanc    | 356 C       | 306 C       |
| RGB            | 0,122,51 | 0,121,52    | 0,179,228   |
| CMYK           | Blanc    | 100-0-57-53 | 100-21-0-11 |
| HTML           | #FFFFFF  | #007934     | #00B3E4     |

Els colors RGB, CMYK i HTML s'han extret a partir dels codis Pantone.

## Origen
La bandera va ser creada el 1974 per un grup reduït liderat per Michael S. Martin, membre de la Cambra de l'Assemblea de Terranova i Labrador pel comtat de Labrador South. Martin ho van fer com un acte reivindicatiu dirigit cap el primer ministre de la província Joey Smallwood i el seu govern per la indiferència envers el Labrador i la negativa a utilitzar res que no fos la bandera del Regne Unit com a ensenya provincial. La bandera del Labrador va donar, almenys, a aquella part de la província la seva pròpia ensenya distintiva. Com que Martin és de Cartwright, la ciutat es proclama com a "bressol de la bandera de Labrador". La bandera es va presentar als consells comunitaris del Labrador i als membres de la Cambra de l'Assemblea de Labrador l'abril de 1974.